# 阿纳斯塔西娅·什莫宁娜
阿纳斯塔西娅·维克托里芙娜·什莫宁娜（烏克蘭語：Анастасія Вікторівна Шмоніна，Anastasiia Viktorivna Shmonina，2005年5月7日—），乌克兰女子花样游泳运动员，2022年世界游泳锦标赛自由组合和焦点自选金牌得主、2023年世界游泳锦标赛集体自由自选铜牌得主。